# Aïn El Ibil (distrito)
Aïn El Ibil é um distrito localizado na província de Djelfa, Argélia.[carece de fontes?] Sua capital é a cidade Aïn El Ibel.